# Condado de Madison (Arkansas)
O Condado de Madison é um dos 75 condados do estado americano do Arkansas. A sede do condado é Huntsville.
O condado possui uma área de 2 168 km², uma população de 14 243 habitantes, e uma densidade populacional de 39 hab/km² (segundo o censo nacional de 2000).
O condado foi criado em 30 de setembro de 1836.